# مایکل انرامو
مایکل انرامو (انگلیسی: Michael Eneramo؛ زادهٔ ۲۶ نوامبر ۱۹۸۵) بازیکن فوتبال اهل نیجریه است.
از باشگاه‌هایی که در آن بازی کرده‌است می‌توان به باشگاه فوتبال اتحاد الجزایر، باشگاه فوتبال الاتفاق عربستان سعودی، باشگاه فوتبال مانیسااسپور، باشگاه فوتبال استانبول باشاک‌شهر، باشگاه فوتبال کاردمیر قره‌بوک‌اسپور، باشگاه فوتبال سیواس‌اسپور، باشگاه فوتبال بشیکتاش، باشگاه فوتبال اسپرانس تونس، و باشگاه فوتبال الشباب عربستان سعودی اشاره کرد.
وی همچنین در تیم ملی فوتبال نیجریه بازی کرده‌است.